# Гянджинская государственная филармония им. Фикрета Амирова
Гянджинская государственная филармония (азерб. Gəncə Dövlət Filarmoniyası) — концертный комплекс в Гяндже.

## История
Гянджинская филармония основана по инициативе композитора Узеира Гаджибекова в 1935—1936 годах. В 1946—1949 годах филармонию возглавлял Народный артист Азербайджана Мамед Бурджалиев. В 1949 году Гянджинская филармония прекратила свою деятельность.
В 1959 году под руководством композитора Халила Джафарова в Гяндже начал функционировать новый ансамбль песни и танца. Первый симфонический оркестр в Гяндже был создан в 1969 году Ширином Рзаевым. Под руководством народного артиста Фикрета Вердиева начал функционировать ансамбль песни и танца «Гёйгёль», позже получивший статус государственного ансамбля. Также в этот период начал свою деятельность Камерный оркестр Гянджи. 
В 1990 году Гянджинская государственная филармония была восстановлена.
Филармония носит имя композитора Фикрета Амирова.
17 мая 2025 года директором Гянджинской государственной филармонии имени Фикрета Амирова назначена Айгюн Самедзаде 

## Архитектура
Прежнее здание филармонии, построенное в 1985 году, в 2014 году частично обрушилось.  
В 2012 году начато строительство современного шестиэтажного здания. Здание было сдано в эксплуатацию в 2017 году. Построено по проекту архитектора Рамиза Гусейнова в неоклассическом стиле. 
Здание располагается в Низаминском районе Гянджи на пересечении улиц Джавад-хан и Гасан-бека Зардаби, на месте снесённого кинотеатра «Баку».
Комплекс вмещает концертный зал на 1200 мест, конференц-зал на 300 мест, 10 лож, одну VIP-ложу. На третьем этаже выставлены бюсты Узеира Гаджибекова, Фикрета Амирова, Гара Гараева, Ниязи и Арифа Меликова. На открытом воздухе имеется двухэтажная галерея площадью 2000 квадратных метров с двумя залами, открытой площадкой, концертной башней, 500-местной подземной парковкой.

## Деятельность
Гянджинская государственная филармония находится под управлением Министерства культуры Азербайджана. 
В 1996—2016 годах директором Гянджинской государственной филармонии являлась художественный руководитель Государственного ансамбля песни и танца «Гёйгёль» и Национального инструментального оркестра народная артистка Азербайджана Шахназ Гашимова. 
23 июня 2017 года директором был назначен оперный певец, народный артист Самир Джафаров.
С 4 по 9 марта 2025 года Филармония организует I Республиканский музыкальный фестиваль им. Фикрета Амирова. Фестиваль проходит в Баку в Азербайджанской государственной филармонии, Бакинской музыкальной академии, Азербайджанском национальном музее искусств, Дворце имени Гейдара Алиева, Международном центре мугама и в Гянджинской филармонии. В ходе фестиваля будет презентована книга и фильм «Бьющееся сердце Гянджи». 9 марта в рамках фестиваля в Филармонии будет проведено мероприятие в честь 90-летия Гянджинской государственной филармонии.